# Panorpa plitvicensis
Panorpa plitvicensis is een insect uit de orde van de schorpioenvliegen (Mecoptera), familie van de schorpioenvliegen (Panorpidae). De wetenschappelijke naam van de soort is voor het eerst geldig gepubliceerd door Lauterbach in 1972.
De soort komt voor in voormalig Joegoslavië.